# Arbeitsgericht Mainz

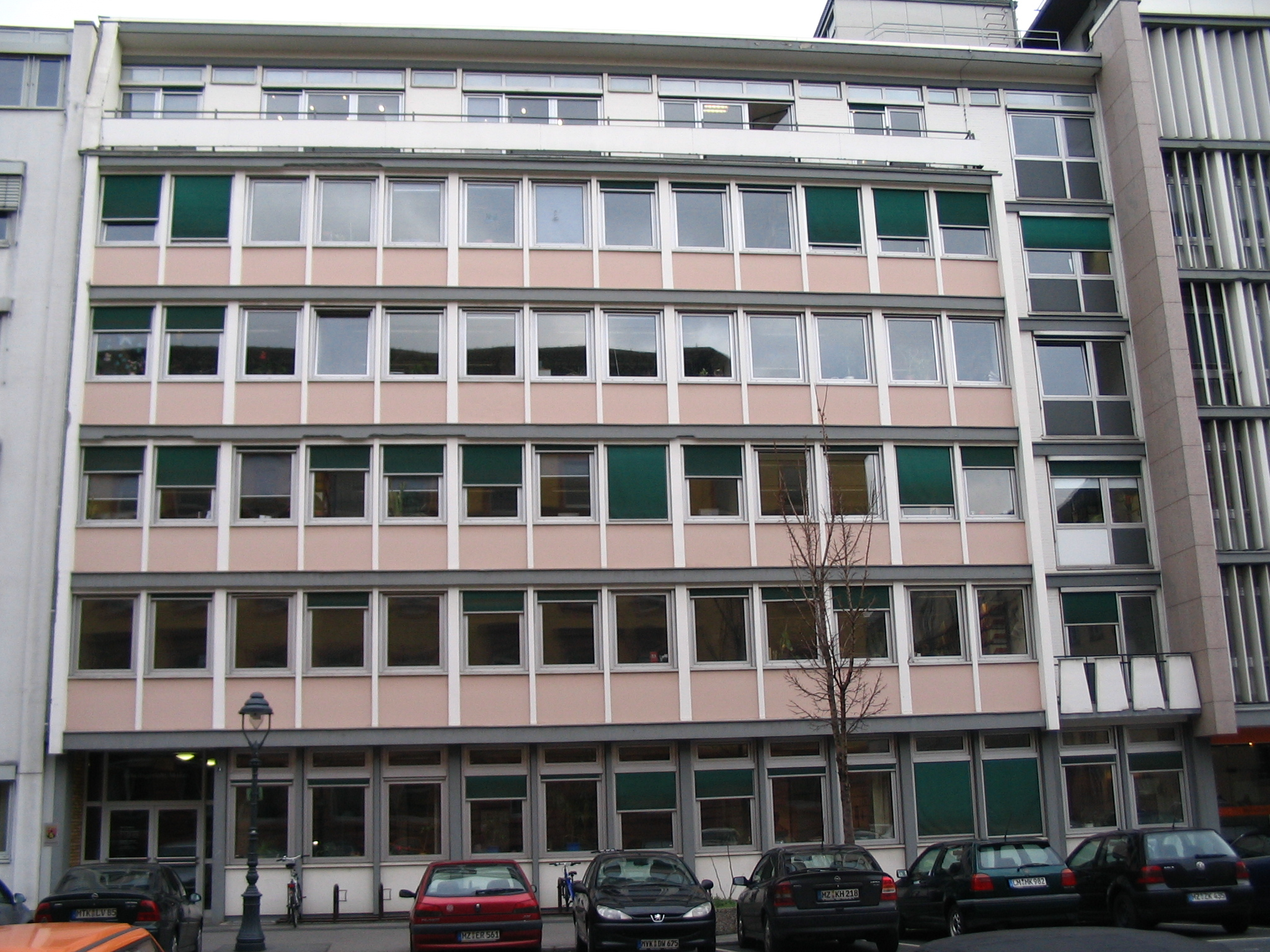
Das Gebäude des Arbeitsgerichts Mainz.

Das Arbeitsgericht Mainz ist ein Gericht der Arbeitsgerichtsbarkeit von Rheinland-Pfalz.

## Gerichtssitz und -bezirk
Das Arbeitsgericht Mainz hat seinen Sitz in Mainz. Der Gerichtsbezirk umfasst die Städte Mainz und Worms sowie die Landkreise Mainz-Bingen, Alzey-Worms, Bad Kreuznach und Birkenfeld sowie aus dem Rhein-Hunsrück-Kreis die Verbandsgemeinden Kastellaun, Kirchberg, Rheinböllen und Simmern/Hunsrück. 
Das Arbeitsgericht Mainz hat eine auswärtige Kammer in Bad Kreuznach. Es ist eines von fünf Arbeitsgerichten im Bezirk des Landesarbeitsgerichts Rheinland-Pfalz.

## Gerichtsgebäude
Das Gerichtsgebäude befindet sich in der Ernst-Ludwig-Straße 4 im Bezirk Mainz-Altstadt.

## Instanzenzug
Dem Arbeitsgericht Mainz sind das Landesarbeitsgericht Rheinland-Pfalz und das Bundesarbeitsgericht übergeordnet.

## Geschichte
Gemäß Arbeitsgerichtsgesetz vom 23. Dezember 1926 wurden in Deutschland Arbeitsgerichte gebildet. Diese waren nur in der ersten Instanz unabhängig, die Landesarbeitsgerichte waren den Landgerichten zugeordnet. Am Landgericht Darmstadt entstand so 1927 das Landesarbeitsgericht Darmstadt als Landesarbeitsgericht für den Volksstaat Hessen. In Mainz entstand das Arbeitsgericht Mainz. Sein Sprengel umfasste den Bezirke der Amtsgerichte Groß-Gerau, Mainz, Nieder-Olm, Oppenheim und Wörrstadt. Es bestand je eine Kammer für Arbeiter, für Angestellte und für Handwerk. Eine weitere Kammer bestand für die Mitarbeiter der Reichsbahndirektion Mainz.
Nach der Besetzung Deutschlands durch die Alliierten wurden 1945 zunächst alle Gerichte geschlossen. Die ordentlichen Gerichte wurden schon bald wieder eröffnet, während die Arbeitsgerichte zunächst nicht wieder eingerichtet wurden, so dass arbeitsgerichtliche Streitigkeiten von den ordentlichen Gerichten erledigt werden mussten. Gemäß Kontrollratsgesetz 21 vom 30. März 1946 sollten in Deutschland Arbeitsgerichte aufgebaut werden. Mit Präsidialerlass vom 25. Juli 1946 sollten 10 Arbeitsgericht in Rheinland-Pfalz eingerichtet werden, darunter das in Mainz. Dies wurde jedoch nicht umgesetzt, da die Voraussetzung fehlten. Unter anderem bestanden noch keine Arbeitgeberverbände. Mit dem Gesetz zur Errichtung von Arbeitsgerichten und das Verfahren in Arbeitsgerichtsstreitigkeiten vom 6. November 1847 sowie der Landesverfügung über die Errichtung der Arbeitsgerichte und die örtliche Abgrenzug der Arbeitsgerichtsbezirke vom 15. März 1948 wurde eine neue Rechtsgrundlage geschaffen. Das Arbeitsgericht Mainz entstand so neu. Sein Sprengel umfasste erneut die Amtsgerichtsbezirke Groß-Gerau, Mainz, Nieder-Olm, Oppenheim und Wörrstadt. Am Gericht befand sich auch eine Eisenbahnfachkammer für das ganze Bundesland. Am 16. August 1948 nahm das Gericht seine Arbeit auf. Seinen Sitz hatte es zunächst im Gebäude Lessingstraße 25. von 1951 bis 1955 wurde ein Gebäude der Dresdner Bank in der Großen Bleiche 15 mitgenutzt. Danach zog man in den Neubau Ernst-Ludwig-Straße 1 um.
Durch das Erste Landesgesetz zur Verwaltungsvereinfachung vom 28. Juli 1966 wurde das Arbeitsgericht Mainz aufgehoben und sein Sprengel dem Arbeitsgericht Ludwigshafen zugeschlagen. In Mainz verblieb ein Zweigstellen des Arbeitsgerichtes Ludwigshafen. Die Zweigstelle Mainz wurde 1977 wieder selbstständiges Arbeitsgericht. Mit Landesgesetz vom 16. September 1982 erhielt die Zweigstelle Landau die Bezeichnung auswärtige Kammern Landau des Arbeitsgerichtes Ludwigshafen.